# Saint-Romain-en-Gier
Saint-Romain-en-Gier è un comune francese di 499 abitanti situato nel dipartimento del Rodano della regione Alvernia-Rodano-Alpi.

## Società

### Evoluzione demografica
Abitanti censiti